# 엑토르 로드리게스 (유도 선수)
엑토르 로드리게스 토레스(스페인어: Héctor Rodríguez Torres, 1951년 8월 12일~)는 쿠바의 유도 선수이다. 1976년 하계 올림픽에서 라이트급 금메달을 획득했다.

## 경력
아르테미사주 과나하이 출신으로 1972년에 쿠바 유도 국가대표 선수가 되었다. 같은 해에 뮌헨에서 열린 1972년 하계 올림픽에서 5위를 했고 1973년 로잔에서 열린 1973년 세계 선수권 대회에서 동메달을 획득했다.
1975년에는 멕시코시티에서 열린 1975년 팬아메리칸 게임에 참가하여 캐나다의 브래드 패로의 뒤를 이어 은메달을 획득했으며, 이듬해인 1976년 캐나다 몬트리올에서 열린 1976년 하계 올림픽에서 대한민국의 장은경을 꺾고 금메달을 획득했다.